# Forcipomyia stenammatis
Forcipomyia stenammatis är en tvåvingeart som först beskrevs av Long 1902.  Forcipomyia stenammatis ingår i släktet Forcipomyia och familjen svidknott.
Artens utbredningsområde är Connecticut. Inga underarter finns listade i Catalogue of Life.